# Joseph Ignaz Schilling

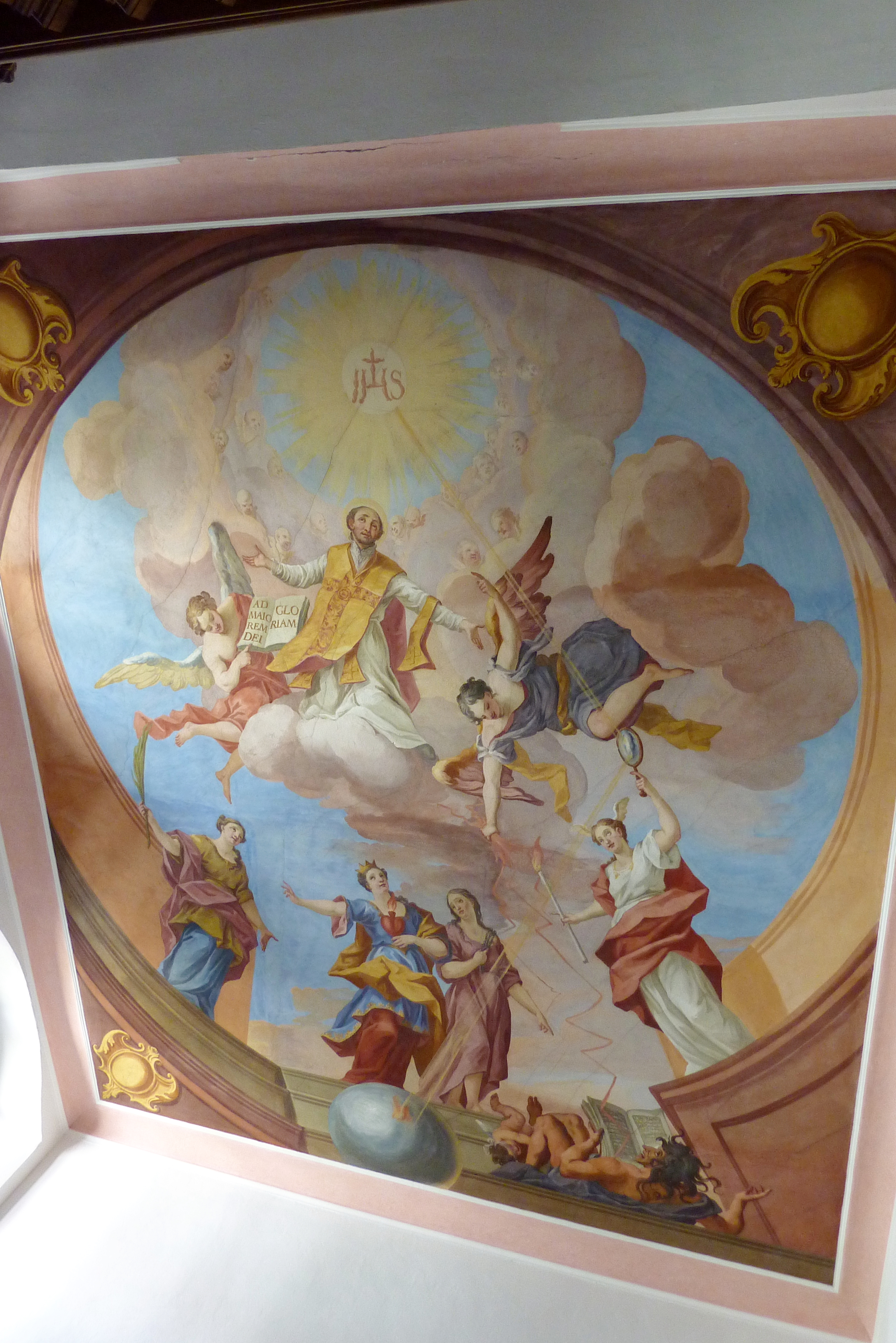
Jesuitenkolleg Dillingen, Deckenfresko im Treppenhaus: Ignatius von Loyola

Joseph Ignaz Schilling (* 8. August 1702 in Villingen; † 2. April 1773 in München) war ein deutscher Maler und Theatermaler.
Joseph Ignaz Schilling erlernte das Malerhandwerk bei seinem Vater Johann Heinrich Schilling (1657–1751). Im Jahr 1726 wurde er in München Schüler des Malers Johann Georg Sang, dessen Tochter Maria Katharina Eleonora er 1730 heiratete. 1730 erhielt er auch die Meisterwürde in München, 1747 heiratete er ein zweites Mal, 1749 wurde er Hoftheatermaler. Seine Söhne Balthasar Ignaz (1739–1808) und Felix Nepomuk (1742–1808) waren ebenfalls als Maler tätig.
Schilling war als Maler im süddeutschen Raum tätig, vor allem in München und Umgebung. Besonders enge Beziehungen bestanden zum Jesuitenorden (Bühnenbilder für die Aufführungen am Münchner Jesuitenkolleg, Fresken in Dillingen und Ebersberg).

## Werke (Auswahl)
- 1730: Fresken in der katholischen Pfarrkirche und ehemaligen Augustinerchorherrenstiftskirche St. Johann Baptist in Beyharting (nach Entwurf von Johann Baptist Zimmermann)
- 1737/38: St. Johann Baptist in Taufkirchen, Deckenfresken
- 1738: Ehemalige Universitätsbibliothek Dillingen in Dillingen an der Donau, Deckenfresko
- 1738: Jesuitenkolleg Collegium St. Hieronymi in Dillingen an der Donau, Deckenfresken der Treppenhäuser und der Hauskapelle
- 1738: St. Ulrich in Schenkenzell, Hauptbild des rechten Seitenaltars
- 1744/46: St. Michael in Berg am Laim (München), Altarbilder des Franz-von-Paula- und des Norbert-Altars[1]
- 1751: St. Petrus und Jakobus maior in Nendingen, Seitenaltäre
- 1757: St. Laurentius in Egern, Heiliges Grab
- 1764: St. Sebastian in Ebersberg, Deckenfresken des Langhauses, mit Ausnahme eines Bildes bei bzw. nach dem Brand 1781 zerstört
- ????: Heilig Kreuz in Berbling, Auszugsbild mit „Tod des hl. Benedikt“

Als Entwerfer (mit „pinx.“- bzw. „del.“-Signaturen) war Schilling auch an Kupferstichpublikationen beteiligt.
- 1757: Dokumentation der Dekorationen für das Leichenbegängnis der Kaiserin-Witwe Maria Amalia am 17. Januar 1757 in der Theatinerkirche: Funebris memoria Mariae Amaliae D. G. Augustae Rom. Imperatricis, (...) viduae, die 11. Decembris 1756 pie defunctae (...) (Digitalisat)
- 1763: Dokumentation der Dekorationen für das Leichenbegängnis des Kardinals Johann Theodor von Bayern, Bischof von Freising, Regensburg und Lüttich, am 27. Januar 1763 in der Theatinerkirche: Funeris Solemnia in lugubri apparatu Serenissimo ac Eminentiss. D. D. Ioanni Theodoro S. R. E. Cardinali Episcopo Frising. Ratisbon. Leodic. (...) (Digitalisat)